# Washington County (Alabama)
Washington County is een county in de Amerikaanse staat Alabama.
De county heeft een landoppervlakte van 2.799 km² en telt 18.097 inwoners (volkstelling 2000). De hoofdplaats is Chatom.